# Turó
|  | Per a altres significats, vegeu «Turó comú». |

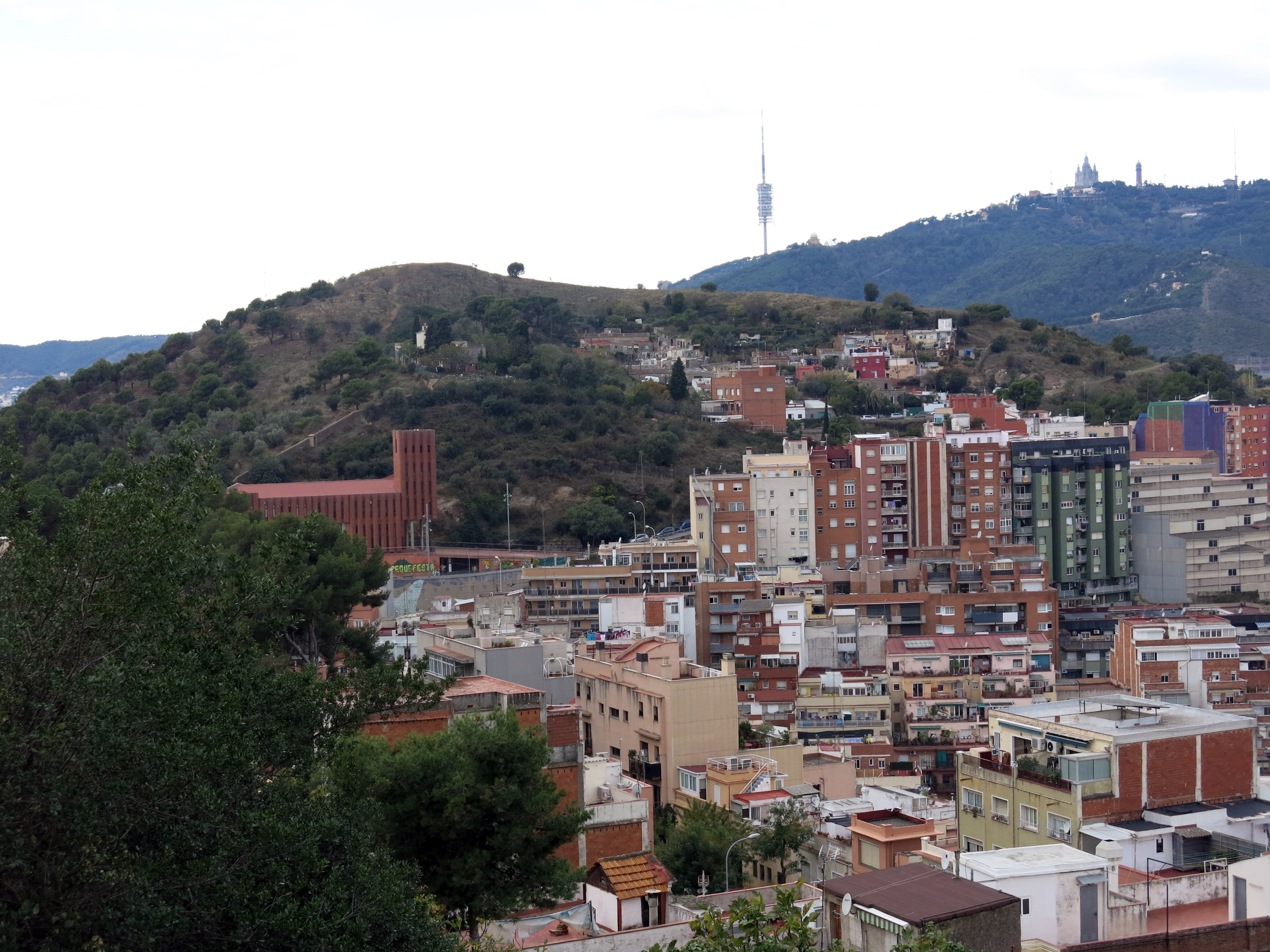
Turó del Carmel (Barcelona)

Un turó, pujol o tossal és una elevació del terreny que, en general, no supera 100 metres des de la base fins al cim.

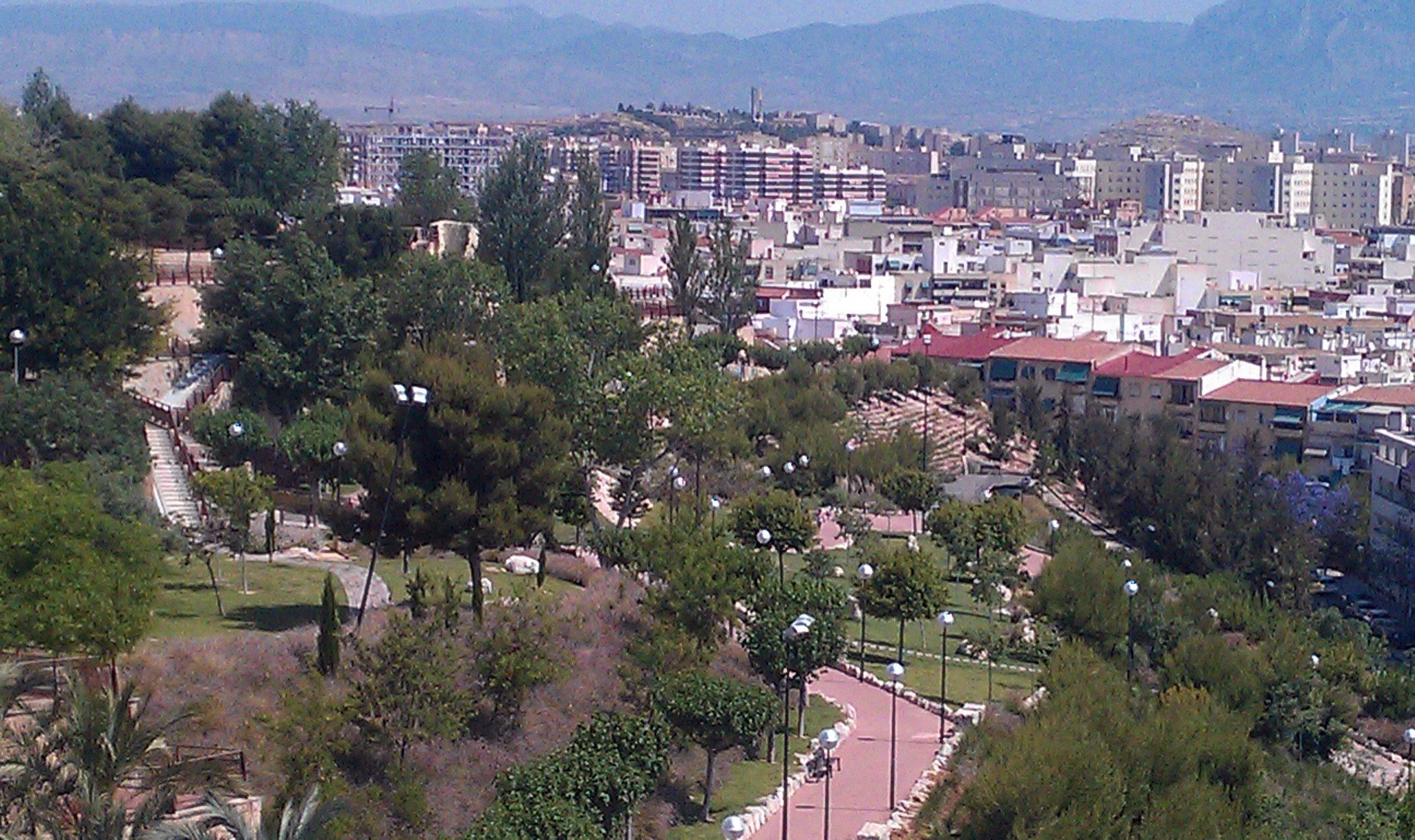
El Tossal (Alacant)

També es coneix com a alteró, alturó, altet, lloma, serral (serrat al Rosselló pren aquest significat) o muntanyola.

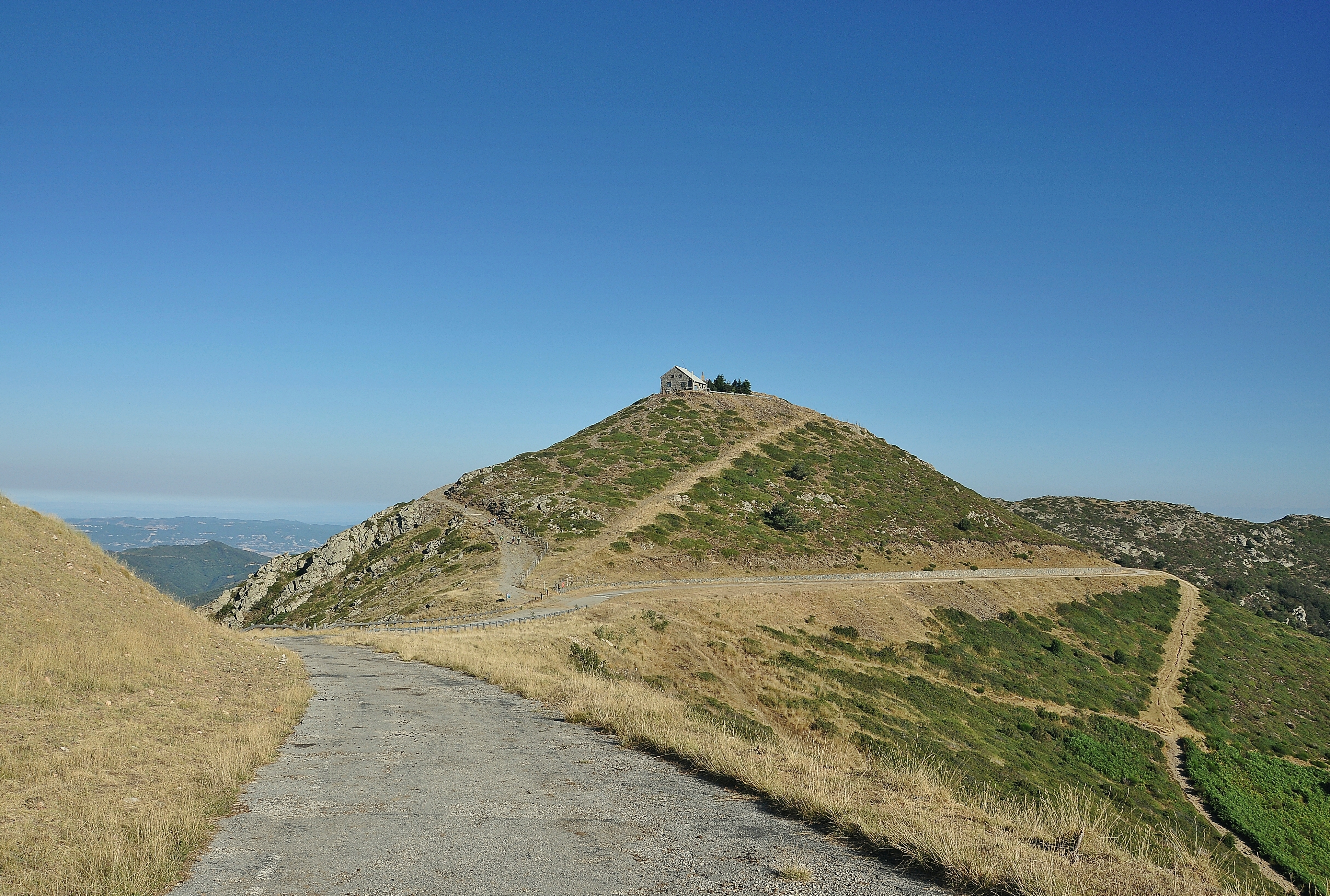
Turó de l'Home (Montseny)

Els turons poden formar-se per diversos fenòmens geomorfològics: per l'aparició de falles; per erosió d'altres accidents majors del terreny, tals com les mateixes muntanyes o altres turons; per moviment i deposició de sediments d'una glacera, per exemple, morrenes i drumlins; etcètera. La forma arrodonida d'alguns turons obeeix a moviments de difusió del sòl i a regòlits que cobreixen el turó, en un procés denominat reptació.
Algunes regions que podrien haver tingut turons i que ara no en tenen, com les vastes planes del nord d'Indiana, és per causa de la cobertura de glaceres durant l'Era de Gel. El contrast d'aquestes amb els nombrosos turons del sud de l'estat americà és com a resultat d'aquest procés.
Existeixen diverses denominacions específiques usades per descriure tipus particulars de turons, segons la seva aparença i mètode de formació. Molts noms s'han originat en una regió geogràfica per a descriure una forma de turó peculiar a aquesta regió. Altres denominacions inclouen:
- Pujol – petit turó amb una mínima elevació.
- Drumlin – turó format per acció glacial.
- Butte – turó-illa amb costats molt escarpats i un cim molt pla, format per acció climàtica.
- Tor – formació rocosa a la punta d'un turó, comuna al sud-est d'Anglaterra.
- Puy (occità puèg/puèi/puòg/pui/poi)– turó-illa cònic i d'origen volcànic comú a Occitània i França.
- Pingo – monticle de gel cobert de terra que es pot trobar en l'Àrtida i en l'Antàrtida.

## Simbolisme històric i cultural
Molts assentaments van ser originàriament construïts sobre turons, per a evitar la crescuda de rius propencs i les inundacions, o per a defensar-se, ja que ofereixen una bona visió de les terres dels voltants. Per exemple, la Roma Antiga va ser bastida sobre set pujols per tal protegir-se dels invasors.
A l'Europa del Nord, molts monuments se situen sobre turons. Alguns d'aquests són estructures defensives (com els vilatges fortificats de l'edat del bronze), però unes altres semblen haver tingut una connotació religiosa. A Gran Bretanya, moltes de les esglésies construïdes damunt turons es creu que van ser erigides sobre antics llocs sagrats pagans. La Catedral Nacional de Washington va seguir aquesta tradició i va ser edificada sobre el turó més alt de la ciutat.
Així mateix, diverses cultures comunament dipositaven els seus morts en algun lloc precís i després el colga en, çò és el cobrien amb terra, creant una estructura similar a un turó, anomenat túmul.